# La Mort conduit l'attelage
La Mort conduit l'attelage est un ouvrage de Marguerite Yourcenar paru en 1934 aux éditions Grasset. Organisé en trois parties, « D’après Dürer », « D’après Greco » et « D’après Rembrandt », Marguerite Yourcenar ne cessera de retravailler ces textes. « D’après Dürer »  constitue la matrice de L’Œuvre au Noir, « D’après Greco » deviendra la nouvelle Anna, soror… et « D’après Rembrandt » sera à l'origine des récits Un homme obscur et Une belle matinée

## Historique
Le titre du livre fait référence à un poème d'Emily Dickinson:
Because I could not stop for Death –

He kindly stopped for me –

The Carriage held but just Ourselves –

And Immortality.

Traduction de Pierre Messiaen :
Comme je ne pouvais m’arrêter pour la mort,

Aimablement elle s’arrêta pour moi ;

La voiture ne contenait que nous deux

Et l’Immortalité.

## Éditions
- La Mort conduit l'attelage, éditions Grasset, 1934.